# 金子宗弘
金子宗弘（かねこ むねひろ、1968年6月6日 - ）は、日本の陸上競技選手。十種競技前日本記録保持者。ミズノ株式会社勤務。

## 人物
群馬県立中之条高等学校在学中の1986年、山口インターハイ円盤投で優勝。その一方、三段跳でも好記録をマークし注目を浴びる。順天堂大学入学後に本格的に十種競技に取り組み、一躍トップスターとなった。
世界陸上競技選手権大会には1991年の東京大会、1993年のシュトゥットガルト大会にそれぞれ日本代表として出場。
1993年、十種競技で7995点の日本記録を樹立。これにより1996年のアトランタオリンピック出場が期待されたが、怪我もあって目標は果たせなかった。また、世界トップ選手の証といわれる8000点台への到達もあと一歩のところで果たせなかった。現役引退後はミズノ株式会社プロモーション部においてミズノ製品の販売促進に従事している。販促業務に加え、地方などでのクリニックに参加することも多い。この場合、投てきを専門とする室伏広治はめったにクリニックに参加できないので、投てきの指導ができる人間がいないため、たいていは投てきの指導も担当する。

## エピソード
- 父は金子宗平（元円盤投日本記録保持者・1964年東京オリンピック代表）
- 母校である中之条高校で開かれていたナイター陸上大会にゲストとして登場したことがある。